# حسين رحمي قوربنار
حسين رحمي قوربنار (بالتركية:Hüseyin Rahmi Gürpınar) أو حسين رحمي هو كاتب وسياسي تركي.

## حياته
(ولد في 17 أغسطس 1864 في إسطنبول- 8 مارس 1944) وعندما بلغ سن الثالثة وبعد وفاة والدته ذهب مع والدة إلى حنتا.وبعد زواج والدة أرسله إلى جدته من أمه في إسطنبول ليدرس في المدرسة الابتدائية وقد واصل تعليمة هناك.وقد درس حسين رحمي في مدرسة Yakubağa و Mahmudiye Rüşdiyesi وعندما وصل إلى الصف الثاني توقف عن الدراسة لإصابته بالمرض.

## حياته العملية
وقد عمل حسين رحمي بك (Azâ Mülazımı) في المحكمة التجارية التابعة لوزارة العدل.
وفي عام 1887 واثناء عمله كمحرر ومترجم في صحيفة Tercüman-ı Hakikat عمل في صحيفتي İkdamو Sabah.وقد أصدر صحيفة Boşboğaz ve Güllâb iبعدا لفترة الدستورية الثانية.كما ساهم في إصدار صحيفة Millet مع إبراهيم حلمي باشا.
وبعد ذلك نشر حسين رحمي في عدد من الصحف منها:
İkdam, Söz, Zaman, Vakit, Son Posta, Milliyet , Cumhuriyet

## حياته السياسية
وقد عين حسن رحمي كنائب لكتاهيا في مجلس الشعب للفترتين الخامسة والسادسة.

## وفاته
وفي الثامن من مارس عام1944 توفي حسين رحمي ودفن في مقبرة عباس باشا.

## شخصيته وذوقه الأدبي
•	كاتب طبيعي
•	كان مُقلاً في كتابة الروايات
•	كان يسير على خطى أحمد مدحت فهمي في الأدب
•	لغته بسيطة وتعكس حياة الإنسان والشارع
•	جعل من اللغة البسيطة أن ترتقي للغة الأدب
•	ينتقي كتاباته من الحياة اليومية ويحكي عن الحياة في لإسطنبول القديمة بشكل مشوق
•	يستخدم ألفاظ بسيطة بالنسبة للقرن التاسع عشر والعشرين مما جعله محبوبا للشعب

## أعماله
وفيما يلي بعض من أعمال حسن رحمي:
- Şık (1889)
- İffet (1896)
- Metres (1900)
- Tesadüf (1900)
- Şıpsevdi (1911)
- Nimetşinas (1911)
- Kuyruklu Yıldız Altında Bir İzdivaç (1912)
- Gulyabani (1913)
- Hakka Sığındık (1919)
- Efsuncu Baba (1924)
- Evlere Şenlik, Kaynanam Nasıl Kudurdu (1927)
- Namusla Açlık Meselesi (1933)
- Utanmaz Adam (1934)
- İki Hödüğün Seyahati (1934)
- Gönül Ticareti (1939)
- Melek Sanmıştım Şeytanı (1943)
- Dirilen İskelet (1946)
- Deli Filozof (1964)
- Kaderin Cilvesi (1964)
- Namuslu Kokotlar (1973)
- Shikure Babezu (1974)
- Kaderin Cilvesi
- Gönül Ticaret,
- Ölümüne Sevgi
- Namussuz Neclet
- Fiyasko
- Mürebbiye
- Hayattan Sayfalar
- Kadınlar Valizi
- İstanbul'da Bir Frank
- Ben Deli Miyim ?
- İnsan Maymun Muydu?
- Can Pazarı
- Ölüler Yaşıyor Mu? (1973)
- Şeytan işi

## روابط خارجية
- حسين رحمي قوربنار على موقع الموسوعة البريطانية (الإنجليزية)